# Красуцкий, Михаил
Михаи́л Красу́цкий (пол. Michał Krasucki; 1621, Волынь — 1676, Краков) — иезуит, проповедник.

## Биография
Родился в 1621 году на Волыни. В 1645 году вступил в орден Иезуитов. В течение 10 лет преподавал риторику, был префектом училищ в Перемышле и профессором богословия. Составил в стихотворной форме на латинском языке и опубликовал в 1669 году описание благодатных икон Божией Матери, находящихся в Польше под заголовком «Regina Poloniae ас Universi Augustissima Virgo Dei Maria etc.». Умер в Кракове в 1676 году.